# Phoebe Hearst
Phoebe Apperson Hearst (Contea di Franklin, 3 dicembre 1842 – Pleasanton, 14 aprile 1919) filantropa e sostenitrice del movimento di emancipazione femminile, madre di William Randolph Hearst, il magnate del giornalismo statunitense.

## Biografia
Sposò all'età di 19 anni George Hearst, che divenne in seguito senatore degli Stati Uniti. Subito dopo il matrimonio la coppia si trasferì a San Francisco in California, dove nel 1863 nacque William Randolph Hearst, l'unico figlio.
Fu la più grande benefattrice della Università di Berkeley, di cui divenne rettore, rimanendo nel consiglio di amministrazione dal 1887 fino alla morte.
Nel 1887 contribuì alla costituzione del National Congress of Mothers, poi diventato National Parent-Teacher Association. Nel 1900 contribuì alla fondazione la National Cathedral School di Washington.
Membro della Chiesa Presbiteriana, nel 1898 si convertì alla Religione baha'i per la diffusione della quale svolse un ruolo chiave negli Stati Uniti.
Nello stesso anno, recatasi a Acri e a Haifa, incontrò Abdul-Baha, il successore di Baha'u'llah, fondatore della religione Bahai.
Morì nella propria casa di Pleasanton il 13 aprile 1919, all'età di 76 anni.